# Фрау (фильм)
«Фрау» — российский фильм 2023 года режиссёра и сценариста Любови Мульменко.
Премьера состоялась в октябре 2023 года на фестивале актуального российского кино «Маяк», где фильм был отмечен двумя наградами. В широкий российский прокат «Фрау» вышел 14 марта 2024 года.

## Сюжет
Ваня — молодой человек со странностями. Он работает в магазине «Охотник и рыбак», живёт в старомодной бабушкиной квартире и всех женщин называет «фрау». Всё меняется, когда он знакомится с Кристиной, балериной Пермского театра оперы и балета, и начинает ухаживать за ней в своей оригинальной манере. Та, в свою очередь, довольная далеко не всеми чертами характера и привычками Вани, твёрдо намерена перевоспитать молодого человека, отсекая всё ненужное.

## В ролях
- Вадик Королёв — Ваня
- Елизавета Янковская — Кристина
- Инга Оболдина — мать Кристины
- Людмила Чиркова — бабушка Кристины
- Дарья Коныжева — «Колян», коллега Вани
- Максим Стоянов — Вовка, коллега Вани
- Алексей Розин — Гриша, возлюбленный Кристины
- Варвара Маценова — Инка

## Восприятие
Кинокритик «Сеанса» Павел Пугачёв отмечает: «„Фрау“ не „кино для своих“, а честно сделанная жанровая работа». Вадим Богданов (InterMedia) высоко оценил работу Мульменко и игру актёров. По его словам, «„Фрау“ — это в первую очередь выдающийся текст. Любовь Мульменко в очередной раз блистает талантом драматурга, во всей полноте раскрывая многогранность и богатство русского языка. Редко встретишь в отечественном кино диалоги столь остроумные, обаятельные и меткие, как здесь». Лариса Малюкова в своей рецензии назвала фильм «неожиданно живым антиромкомом». А кинокритик Алексей Гусев, столь же высоко оценивая достоинства сценария, отмечает, что «„Фрау“ отмечена теми же родовыми дефектами, которые легко обнаружить у многих сценаристов, особенно опытных и особенно хороших, однажды начинающих снимать свои сценарии сами», и пишет об ущербе, которую, по его словам, недостаточно внятная режиссура наносит сценарию: «Сценарист Мульменко сплетает хитрую ткань из героев второго и третьего плана, семейных анамнезов, фигур умолчания — и так далее, вплоть до газетного кроссворда. Режиссёр же Мульменко всю эту тонкую работу враз обесценивает».